# Graziano Arrighetti
Graziano Arrighetti (Firenze, 14 maggio 1928 – Pisa, 10 gennaio 2017) è stato un filologo classico, grecista e traduttore italiano.

## Biografia
Studiò tra il 1947 e il 1951 presso l'Università di Pisa e la Scuola Normale Superiore di Pisa. Nell'ateneo toscano fu allievo di Giorgio Pasquali. Tra il 1951 e il 1953 si perfezionò presso l’Istituto italiano per gli studi storici. Dal 1955 insegnò letteratura greca e per alcuni anni accademici anche papirologia presso l'Università di Pisa. Tra le sue edizioni critiche (più volte ristampate) si ricordano quelle delle opere di Epicuro e di Esiodo.
Fu membro dell’Accademia delle scienze di Gottinga e, dal 1998, dell'Institute for Advanced Study di Princeton. Dal 1999 al 2001 era stato presidente della Consulta Universitaria del Greco.

## Premi e riconoscimenti
- Nel 1994 gli fu conferito il Praemium Classicum Clavarense da parte della sezione di Chiavari dell'Associazione Italiana di Cultura Classica.

## Opere principali
- Studi su Esiodo, Torino, Einaudi, 1962
- La cultura letteraria in Grecia: da Omero a Apollonio Rodio, Roma-Bari, Laterza, 1989
- Graziano Arrighetti, Poeti, eruditi e biografi. Momenti della riflessione dei Greci sulla letteratura, Pisa, Giardini, 1987.
- Graziano Arrighetti, Poesia, poetiche e storia nella riflessione dei Greci, Pisa, Giardini, 2006.
- Graziano Arrighetti, La cultura letteraria in Grecia: da Omero a Apollonio Rodio, Roma ; Bari, Laterza, 1989, ISBN 88-420-3350-2.